# Kim Seong-soo
Kim Seong-soo (Gochang, 11 ottobre 1891 – Seul, 18 febbraio 1955) è stato un educatore, giornalista e politico sudcoreano.

## Biografia
Nel 1905 fondò l'università privata Korea di Seul e, nel 1920, il quotidiano The Dong-a Ilbo. Fu vicepresidente della Corea del Sud dal 17 maggio 1951 al 29 maggio 1952.